# Mirakel
 For alternative betydninger, se Mirakel (film).
Mirakel (lat. Miraculum – det der undrer (et under – en (vid)underlig) sjælden hændelse) er et begreb som i mange religioner anvendes om en guddommelig indgriben i verdens gang.
Forskellige religioner kan have grundlæggende forskellige definitioner af begrebet. Selv i en enkelt religion kan der være mere end én betydning af ordet.
Indenfor monoteismen kan et mirakel være fx Guds skabelse af verden, eller hans inkarnation af sin søn på et bestemt tidspunkt i historien (se kristendommen).
Når der i katolsk folkelig fromhed tales om at den eller den helgen har gjort et bestemt mirakel, er dette et mindre korrekt udtryk for at Gud har virket miraklet på helgenens forbøn.
Deismen er den monoteistiske religion(stype), der benægter, at Gud har udført andre mirakler end verdens skabelse.

## Filosofisk
Mirakler undrer os fordi der er tale om en skjult årsag; en tilfældighed eller en vilje. Et mirakel er ikke et brud på retfærdighed, snarere når noget positivt overgår vor forstand og er mere overvældende end vi kan fatte. Derfor benyttes udtrykket, for at udtrykke vores forundring. I andre kulturer siges efter at have oplevet et mirakel, "jeg har set". Nogle gange benyttes: "Jeg er overvældet", "Det overgår min forstand" eller "det er utroligt", for at beskrive den tilstand man er i, når et mirakel opleves. Modsat de førnævnte følelsesmæssige tilstande, er et mirakel af positiv karaktér. Et mirakel er en positiv overvældelse, som overgår vor forstand.
Modsætningen til mirakel er katastrofe eller katastrofal (skæbnesvanger).